# Васкес, Даница
Даница Фернанда Васкес Маккарини (исп. Danitza Fernanda Vázquez Maccarini; род. 25 апреля 2000, в Кагуасе) — пуэрто-риканская шахматистка, международный мастер среди женщин (2013), мастер ФИДЕ (2018).

## Биография
В 2013 году победила в чемпионате стран Центральной Америки и Карибского бассейна по шахматам среди девушек в возрастной группе U20. В 2015 году была первой на чемпионате Пуэрто-Рико по шахматам среди мужчин. В 2017 году завоевала бронзовую медаль на чемпионате мира по шахматам среди девушек в возрастной группе U18. В 2017 году вместе с Ерисбель Мирандой Льянес и Марицой Аррибас Робайн поделила первое место в зональном турнире Американской зоны 2.3 и получила право участвовать в чемпионате мира по шахматам среди женщин 2018 года.
На чемпионате мира по шахматам среди женщин в 2018 году в Ханты-Мансийске в первом туре проиграла Александре Костенюк.
Представляла Пуэрто-Рико на шахматных олимпиадах среди женщин (2010, 2012, 2016, 2018) и среди мужчин (2014), а также на онлайн-олимпиаде 2020 года.